# 139
139 је била проста година.

## Догађаји
- Конзули Царства. Цезар Тит Елије Хадријан Антонин Август Пије и Гај Брутије Презент. Конзул-суфект Луције Фулвије Рустик.
- Антоније Пије ставља Хадријанов пепео поред Вибије Сабине и Луција Аелија Цезара у Хадријанов маузолеј.
- Марко Аурелије преузима титулу цезара и жени се Фаустином Млађом, ћерком Антонија Пија.